# ۲۰۳۶ (میلادی)
۲۰۳۶ (میلادی) ۲۰۳۶مین سال تقویم میلادی است.

## مناسبت‌ها
المپبک 2036

## درگذشتگان
‎